# David di Donatello 2018
La 63a edició dels premis David di Donatello, concedits per l'Acadèmia del Cinema Italià va tenir lloc el 21 de març de 2018 als Estudis de Paolis de la via Tiburtina de Roma. La gala fou presentada per Carlo Conti, amb presentacions fetes pel doblador Roberto Pedicini i transmesa en directe pel canal Rai 1. Les candidatures es van fer públiques el 14 de febrer.

## Guanyadors

### Millor pel·lícula
- Ammore e malavita, dirigida per Manetti Bros.
- A Ciambra, dirigida per Jonas Carpignano
- Gatta Cenerentola, dirigida per Alessandro Rak, Ivan Cappiello, Marino Guarnieri, Dario Sansone
- La tenerezza, dirigida per Gianni Amelio
- Nico, 1988, dirigida per Susanna Nicchiarelli

### Millor director
- Jonas Carpignano - A Ciambra
- Manetti Bros. - Ammore e malavita
- Gianni Amelio - La tenerezza
- Ferzan Özpetek - Napoli velata
- Paolo Genovese - The Place

### Millor director novell
- Donato Carrisi - La ragazza nella nebbia
- Cosimo Gomez - Brutti e cattivi
- Roberto De Paolis - Cuori puri
- Andrea Magnani - Easy - Un viaggio facile facile
- Andrea De Sica - I figli della notte

### Millor guió original
- Susanna Nicchiarelli - Nico, 1988
- Jonas Carpignano - A Ciambra
- Manetti Bros., Michelangelo La Neve - Ammore e malavita
- Donato Carrisi - La ragazza nella nebbia
- Francesco Bruni - Tutto quello che vuoi

### Millor guió adaptat
- Fabio Grassadonia e Antonio Piazza - Sicilian Ghost Story
- Barbara Alberti, Davide Barletti, Lorenzo Conte, Carlo D'Amicis - La guerra dei cafoni
- Gianni Amelio, Alberto Taraglio - La tenerezza
- Paolo Genovese, Isabella Aguilar - The Place
- Paolo e Vittorio Taviani - Una questione privata

### Millor productor
- Luciano Stella e Maria Carolina Terzi per Mad Entertainment i Rai Cinema - Gatta Cenerentola
- Stayblack Productions, Jon Copolon, Paolo Carpignano, Rai Cinema - A Ciambra
- Carlo Macchitella, Manetti Bros. amb Rai Cinema - Ammore e malavita
- Marta Donzelli i Gregorio Paonessa per Vivo film, amb Rai Cinema, Joseph Rouschop i Valérie Bournonville per Tarantula - Nico, 1988
- Domenico Procacci, Matteo Rovere amb Rai Cinema - Smetto quando voglio - Masterclass i Smetto quando voglio - Ad honorem

### Millor actriu
- Jasmine Trinca - Fortunata
- Paola Cortellesi - Come un gatto in tangenziale
- Valeria Golino - Il colore nascosto delle cose
- Giovanna Mezzogiorno - Napoli velata
- Isabella Ragonese - Sole cuore amore

### Millor actor
- Renato Carpentieri - La tenerezza
- Antonio Albanese - Come un gatto in tangenziale
- Nicola Nocella - Easy - Un viaggio facile facile
- Alessandro Borghi - Napoli velata
- Valerio Mastandrea - The Place

### Millor actriu no protagonista
- Claudia Gerini - Ammore e malavita
- Sonia Bergamasco - Come un gatto in tangenziale
- Micaela Ramazzotti - La tenerezza
- Anna Bonaiuto - Napoli velata
- Giulia Lazzarini - The Place

### Millor actor no protagonista
- Giuliano Montaldo - Tutto quello che vuoi
- Carlo Buccirosso - Ammore e malavita
- Alessandro Borghi - Fortunata
- Elio Germano - La tenerezza
- Peppe Barra - Napoli velata

### Millor músic
- Pivio e Aldo De Scalzi - Ammore e malavita
- Antonio Fresa, Luigi Scialdone - Gatta Cenerentola
- Franco Piersanti - La tenerezza
- Pasquale Catalano - Napoli velata
- Gatto Ciliegia contro il Grande Freddo - Nico, 1988

### Millor cançó original
- Bang Bang (música de Pivio e Aldo De Scalzi, lletra de Nelson, interpretada per Serena Rossi, Franco Ricciardi i Giampaolo Morelli) - Ammore e malavita
- A chi appartieni (música i lletra de Dario Sansone, interpretada pels Foja) - Gatta Cenerentola
- Fidati di me (música i lletra de Mauro Pagani, interpretada per Massimo Ranieri i Antonella Lo Coco) - Riccardo va all'inferno
- Italy (música d’Anja Plaschg i Anton Spielmann, lletra d’Anja Plaschg i Soap&skIN, interpretada per Soap&skIN) - Sicilian Ghost Story
- The Place (música de Marco Guazzone, Giovanna Gardelli, Matteo Curallo, Stefano Costantini, Edoardo Cicchinelli, lletra de Marco Guazzone i Giovanna Gardelli, interpretada per Marianne Mirage) - The Place

### Millor fotografia
- Gian Filippo Corticelli - Napoli velata
- Tim Curtin - A Ciambra
- Gianni Mammolotti - Malarazza - Una storia di periferia
- Luca Bigazzi - Sicilian Ghost Story
- Fabrizio Lucci - The Place

### Millor escenografia
- Deniz Gokturk Kobanbay, Ivana Gargiulo - Napoli velata
- Noemi Marchica - Ammore e malavita
- Maurizio Sabatini - Brutti e cattivi
- Tonino Zera - La ragazza nella nebbia
- Giancarlo Basili - La tenerezza
- Luca Servino - Riccardo va all'inferno

### Millor vestuari
- Daniela Salernitano - Ammore e malavita
- Massimo Cantini Parrini - Riccardo va all'inferno
- Nicoletta Taranta - Agadah
- Anna Lombardi - Brutti e cattivi
- Alessandro Lai - Napoli velata

### Millor maquillatge
- Marco Altieri - Nico, 1988
- Veronica Luongo - Ammore e malavita
- Frédérique Foglia - Brutti e cattivi
- Maurizio Fazzini - Fortunata
- Roberto Pastore - Napoli velata
- Luigi Ciminelli, Emanuele De Luca, Valentina Iannuccilli - Riccardo va all'inferno

### Millor perruqueria
- Daniela Altieri - Nico, 1988
- Antonio Fidato - Ammore e malavita
- Sharim Sabatini - Brutti e cattivi
- Mauro Tamagnini - Fortunata
- Paola Genovese - Riccardo va all'inferno

### Millor muntatge
- Affonso Gonçalves - A Ciambra
- Federico Maria Maneschi - Ammore e malavita
- Massimo Quaglia - La ragazza nella nebbia
- Stefano Cravero - Nico, 1988
- Consuelo Catucci - The Place

### Millor enginyer de so
- Adriano Di Lorenzo, Alberto Padoan, Marc Bastien, Éric Grattepain, Franco Piscopo - Nico, 1988
- Giuseppe Tripodi, Florian Fèvre, Julien Pérez - A Ciambra
- Lavinia Burcheri, Simone Costantino, Claudio Spinelli, Gianluca Basili, Sergio Basili, Antonio Tirinelli, Nadia Paone - Ammore e malavita
- Andrea Cutillo, Timeline Studio, Giorgio Molfini - Gatta Cenerentola
- Fabio Conca, Giuliano Marcaccini, Daniele De Angelis, Giuseppe D'Amato, Antonio Giannantonio, Dario Calvari, Alessandro Checcacci - Napoli velata

### Millors efectes especials digitals
- Mad Entertainment - Gatta Cenerentola
- Chromatica, Wonderlab, Hive Division - AFMV - Addio fottuti musi verdi
- Palantir Digital - Ammore e malavita
- Autre Chose - Brutti e cattivi
- Frame by Frame - Monolith

### Millor documental
- La lucida follia di Marco Ferreri, dirigida per Anselma Dell'Olio
- '78 - Vai piano ma vinci, dirigida per Alice Filippi
- Evviva Giuseppe, dirigida per Stefano Consiglio
- Saro, dirigida per Enrico Maria Artale
- The Italian Jobs: Paramount Pictures e l'Italia, dirigida per Marco Spagnoli

### Millor curtmetratge
- Bismillah, dirigida per Alessandro Grande
- Confino, dirigida per Nico Bonomolo
- La giornata, dirigida per Pippo Mezzapesa
- Mezzanotte zero zero, dirigida per Nicola Conversa
- Pazzo & Bella, dirigida per Marcello Di Noto

### Millor pel·lícula de la Unió Europea
- The Square, dirigida per Ruben Östlund
- 120 battements par minute, dirigida per Robin Campillo
- Borg McEnroe, dirigida per Janus Metz
- Elle, dirigida per Paul Verhoeven
- Loving Vincent, dirigida per Dorota Kobiela i Hugh Welchman

### Millor pel·lícula estrangera
- Dunkerque, dirigida per Christopher Nolan
- L'insult (L'insulte), dirigida per Ziad Doueiri
- La La Land, dirigida per Damien Chazelle
- Loveless (Neljubov'), dirigida per Andrej Zvjagincev
- Manchester by the Sea, dirigida per Kenneth Lonergan

### Premi David Jove
- Tutto quello che vuoi, dirigida per Francesco Bruni
- Gatta Cenerentola, dirigida per Alessandro Rak, Ivan Cappiello, Marino Guarnieri, Dario Sansone
- Gramigna - Volevo una vita normale, dirigida per Sebastiano Rizzo
- Sicilian Ghost Story, dirigida per Fabio Grassadonia e Antonio Piazza
- The Place, dirigida per Paolo Genovese

### David especial
- Stefania Sandrelli, a la carrera.[3]
- Steven Spielberg, a la carrera.[4]
- Diane Keaton, a la carrera.[5]